# Ciproterona
La ciproterona és un derivat de la Progesterona al qual se li coneixen propietats antiandrògens. És l'antiandrogen més emprat a Europa. Posseeix efecte antagonista del receptor i també actua com antigonadotròpic gràcies al seu efecte progestacional. També presenta activitat progestàgens.

## Mecanisme d'acció
L'acetat de ciproterona, inhibeix la unió dels andrògens als receptors de la glàndula sebàcia anul·la el pas de testosterona a dihidrotestosterona disminuint així la producció de sèu.

## Indicacions
Les  indicacions  terapèutiques d'aquest fàrmac són:
 En l'home: 
- Alopècia androgènica.
- Reducció de l'impuls sexual desviat. Tractament antiandrogènic en carcinoma inoperable de pròstata.
- Reducció de la testosterona lliure i biodisponible en teràpies de substitució hormonal en canvis de sexe d'home a dona.

 En la dona: 
- Manifestacions greus de androgenización, per exemple, hirsutisme molt intens (aparició de borrissol pel cos), alopècia androgènica severa, sovint acompanyada de quadres d'acne i/o seborrea.
- En combinació amb valerato d'estradiol, en teràpies de substitució hormonal durant la menopausa natural o induïda quirúrgicament.

## Efectes adversos
Com tot medicament presenta unes  reaccions adverses , entre les quals destaquen:
- Disminució de l'activitat i potència sexual, així com una inhibició de la funció gonadal. Canvis reversibles un cop suspès el tractament amb el fàrmac.
- Inhibició de l'espermatogènesi com a resultat de les seves accions antiandrogènic i antigonadotropa. També es recupera en escassos mesos després de la discontinuació del tractament.
- En homes, produeix ocasionalment ginecomàstia, que en general desapareix en suspendre la medicació.
- En dones, s'inhibeix l'ovulació sota el tractament combinat, de manera que estableix una situació d'infertilitat.
- El tractament amb altes dosis del fàrmac pot reduir la funció corticosuprarenal.
- Es pot observar lassitud, disminució de la vitalitat i, ocasionalment, agitació interna passatgera o humor depressiu.
- És possible que tinguin lloc variacions del pes corporal.